# Пам'ятний знак Ніжинської підпільної комсомольсько-молодіжної організації
Пам'ятний знак Ніжинської підпільної комсомольсько-молодіжної організації — пам'ятка історії місцевого значення у Ніжині.

## Історія
Рішенням виконкому Чернігівської обласної ради народних депутатів трудящих від 31.05.1971 № 286 надано статус «пам'ятник історії місцевого значення» з охоронним № 59 під назвою «Братська могила членів Ніжинської підпільної комсомольсько-молодіжної організації Я. П. Батюка, розстріляних німецько-фашистськими загарбниками у вересні 1943 року».

## Опис
Пам'ятний знак розташований з лівого боку від головних воріт Центрального (Троїцького) цвинтаря — кут вулиць Космонавтів та Станіслава Прощенка — біля доріжки, яка веде до ритуальної зали. Тут було перепоховано 26 осіб Ніжинської підпільної комсомольсько-молодіжної організації, якою керував Яків Батюк. Підпільники були розстріляні за 1 км від залізничного вокзалу.
1949 року на могилі було встановлено обеліск, а 1983 року надгробок було реконструйовано. Архітектор — В. О. Кобець. Над стилобатом у формі трикутника з коричневого граніту піднімаються три вертикальні стели, які символізують розгорнуті сторінки книги життя тих, хто тут похований. На одній із них висічено імена загиблих підпільників, на другій — пам'ятний напис: «Вічна слава патріотам полеглим у боротьбі з фашизмом» і нижче «Ніхто не забутий Ніщо не забуте». Не на лівій сторінці висічено текст: «Тут поховані члени Ніжинської підпільної організації керованої героєм Радянського Союзу Яковом Петровичем Батюком Розстріляні німецько-фашистськими загарбниками 7 вересня 1943 року» і далі нижче список імен.